# Baras (Palawan)
Baras, también conocido como Pangpang o Batas, es un barrio rural   del municipio filipino de primera categoría de Taytay perteneciente a la provincia  de Paragua en Mimaro,  Región IV-B.
En 2007 Baras contaba con 692 residentes.

## Geografía
El municipio de Taytay se encuentra situado en la isla de Paragua, al norte de la misma.
Su término limita al norte con el municipio de El Nido, barrios de Bebeladán, Bagong-Bayán y Otón, oficialmente Mabini; al  suroeste con el municipio de San Vicente, al sur con el de Roxas; y al sureste con el de Dumaran. En la parte insular se encuentra la bahía de Malampaya y varias isla adyacentes se encuentran tanto en la costa este, mar de Joló como en la  oeste, Mar del Oeste de Filipinas.
El barrio de Batas forma parte de las islas adyacentes en el mar de Joló, siendo  el más septentrional del municipio.
Lo forman la isla del mismo nombre y los islotes de Malapiri y de Malapari situados al oeste, frente a la isla de Imorigue que forma parte del barrio de Nueva Ibajay (New Ibajay) en el vecino municipio de El Nido. A levante se encuentran las islas de Deribongán, de Cagdanao, de Maalakekén y el islote de Miraya.
Al sur se encuentra la isla de Maitiaguit frente al barrio continetal de Silanga, estando divida entre los barrios de Depla, al norte y Maitiaguit(Meytegued), al sur. Al este  se encuentra el barrio de  Casián que ocupa la isla del mismo nombre y otras adyacentes.
Forma parte de este barrio los sitios de Batas y de Estar. 

### Demografía
El barrio  de Baras (Batas) contaba  en mayo de 2010 con una población de 1.267 habitantes.

## Historia
Taytay formaba parte de la provincia española de  Calamianes, una de las 35 del archipiélago Filipino, en la parte llamada de Visayas. Pertenecía a la audiencia territorial  y Capitanía General de Filipinas, y en lo espiritual a la diócesis de Cebú.